# Локотское городское поселение
Локотско́е городское поселение — муниципальное образование в центральной части Брасовского района Брянской области. Центр — посёлок городского типа Локоть.
Образовано в результате проведения муниципальной реформы в 2005 году, путём преобразования дореформенного Локотского поссовета.

## Население
| 2009    | 2010    | 2011    | 2012    | 2013    | 2014    | 2015    |
| ------- | ------- | ------- | ------- | ------- | ------- | ------- |
| 12 005  | ↘11 892 | ↘11 862 | ↘11 747 | ↘11 642 | ↘11 510 | ↘11 363 |
| 2016    | 2017    | 2018    | 2019    | 2020    | 2021    |         |
| ↘11 333 | ↘11 255 | ↘11 116 | ↘10 961 | ↘10 955 | ↘9710   |         |

## Населённые пункты
| № | Населённый пункт | Тип                     | Население |
| - | ---------------- | ----------------------- | --------- |
| 1 | Весёлый Кут      | посёлок                 | →1        |
| 2 | Каменка          | посёлок                 | ↘1734     |
| 3 | Красное Поле     | посёлок                 | ↘19       |
| 4 | Локоть           | посёлок городского типа | ↘8469     |
| 5 | Чистополянский   | посёлок                 | ↘64       |